# Pilosana bicolor
Pilosana bicolor är en insektsart som beskrevs av Carl Stål 1862. Pilosana bicolor ingår i släktet Pilosana och familjen dvärgstritar. Inga underarter finns listade i Catalogue of Life.